# Phelsuma rosagularis
Phelsuma rosagularis är en ödleart som beskrevs av  Mertens 1963. Phelsuma rosagularis ingår i släktet Phelsuma och familjen geckoödlor. Inga underarter finns listade i Catalogue of Life.